# Interféromètre de Fabry-Perot

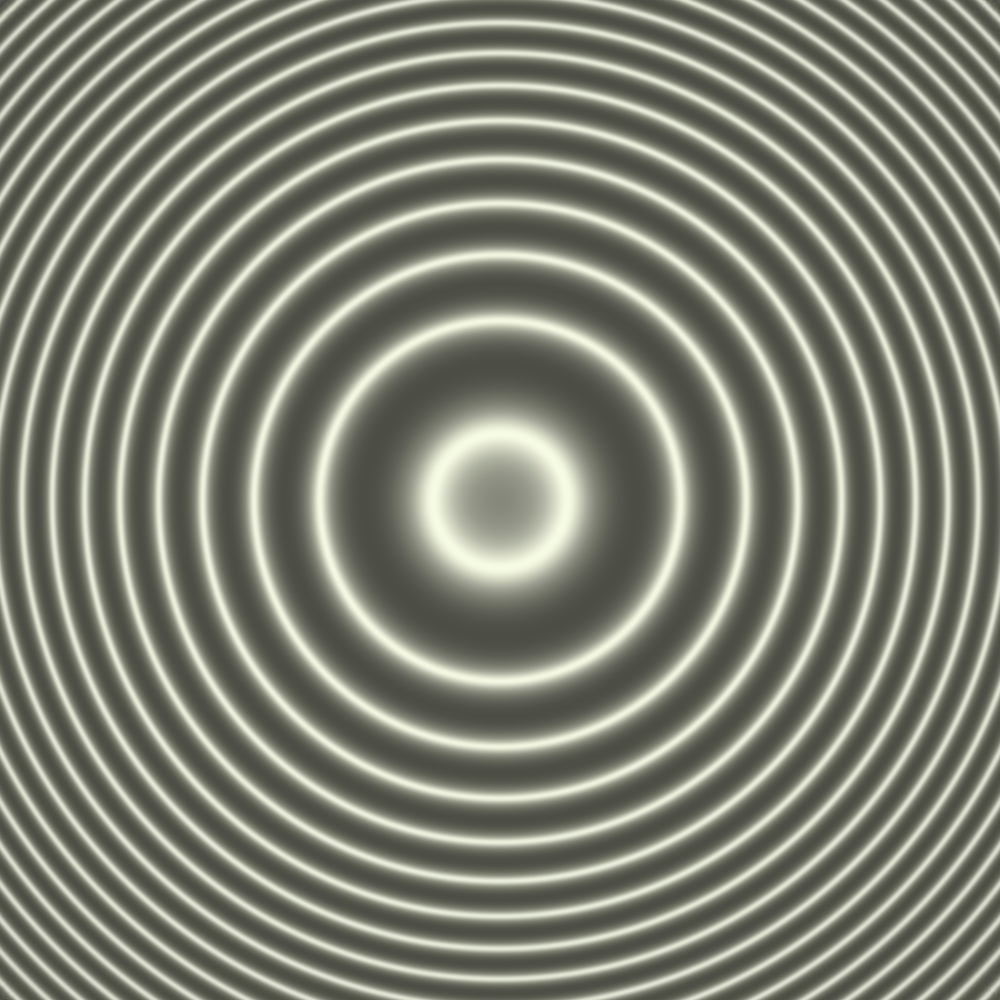
Simulation informatique d'une figure d'interférences d'un interféromètre de Fabry-Perot.

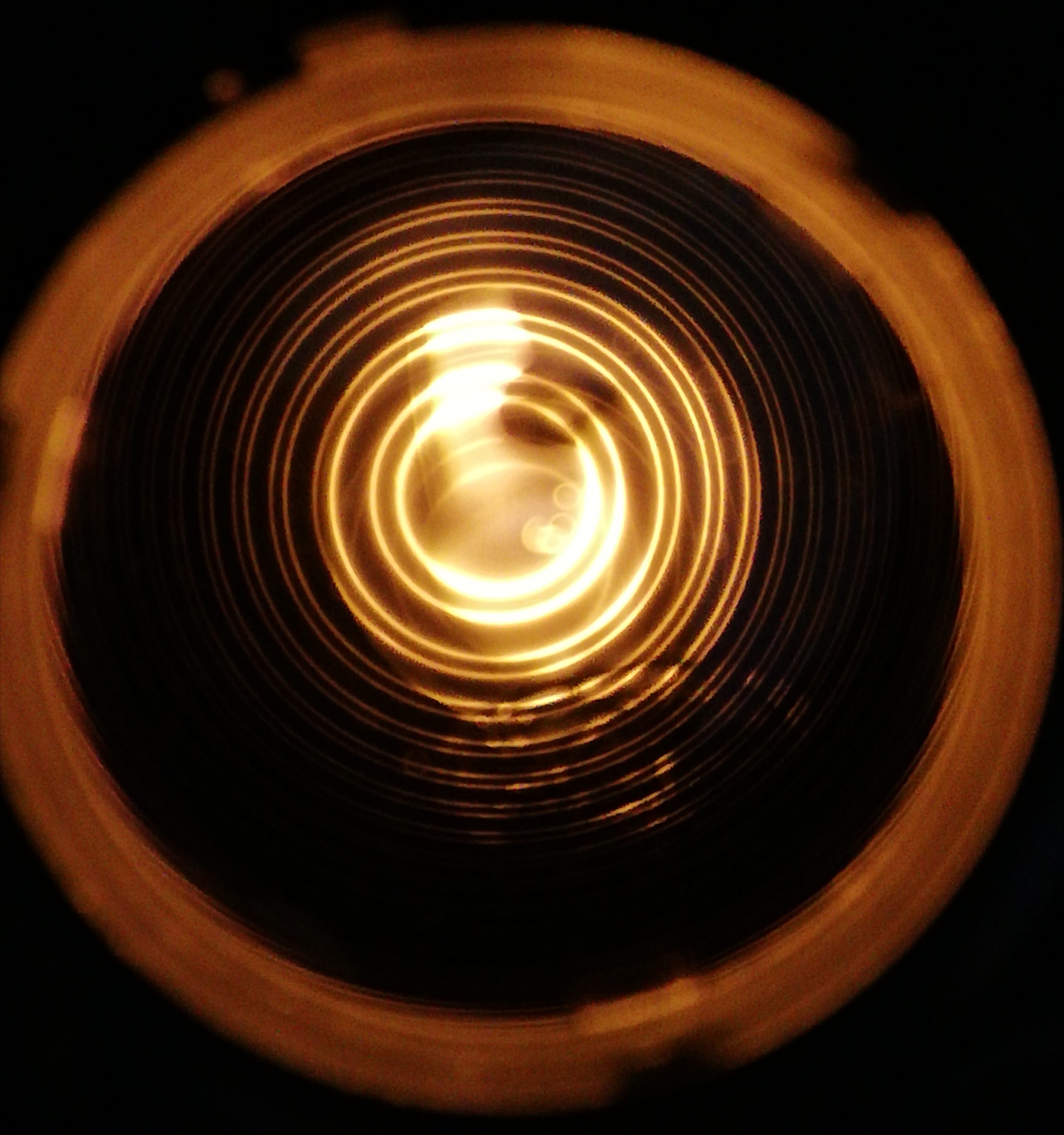
Photographie d'une figure d'interférences d'un interféromètre de Fabry-Perot d'une lampe à vapeur de sodium.

L'interféromètre de Fabry-Perot est un interféromètre optique constitué de deux miroirs semi-réfléchissants plans et parallèles à hauts coefficients de réflexion inventé par Charles Fabry et Alfred Perot en 1899,. Il constitue un interféromètre à ondes multiples où la lumière entrante effectue de multiples aller-retour à l'intérieur de la cavité optique et ressort partiellement à chaque réflexion. Les rayons sortants interfèrent entre eux et produisent des anneaux d'interférence localisés à l'infini.

## Description de l'appareil

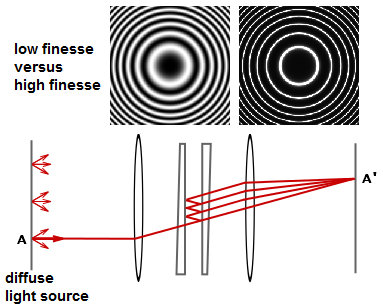
Principe de l'interféromètre.

L'interféromètre est constitué d'une paire de lames semi-réfléchissantes. Les lames sont généralement en coin (une fraction de degré), pour éviter des franges d'interférence dues aux faces arrière ; lesdites faces arrière ont en général un traitement antireflet. Le système peut comporter en sortie une lentille de focalisation.
Le système est typiquement éclairé par un faisceau collimaté.

## Principe de l'interféromètre pour une onde monochromatique

Schéma de principe d'un interféromètre de Fabry-Perot : les rayons lumineux sont réfléchis à l'intérieur de la cavité, et en ressortent partiellement.

Pour simplifier l'étude, on suppose que l'interféromètre est éclairé par une source de lumière monochromatique. On peut représenter, comme sur la figure ci-contre, un rayon en particulier, et calculer sa contribution à la lumière sortante.
Les rayons lumineux sortant par la deuxième surface aux points B et D n'ont pas parcouru la même longueur de trajet (ou chemin optique). Ainsi, ils présentent un déphasage {\displaystyle \phi } l'un par rapport à l'autre, dépendant de l'angle {\displaystyle \theta }.
Ces deux rayons interfèrent entre eux ainsi qu'avec tous les autres rayons qui auront été réfléchis plusieurs fois entre les deux surfaces réfléchissantes. On peut alors montrer que, selon la valeur de {\displaystyle \theta }, le rayon est transmis ou pas.
On s'aperçoit en fait que seules quelques valeurs de {\displaystyle \theta } permettent de transmettre la lumière du rayon incident. Chacune de ces valeurs peut être directement visualisée : elles correspondent à une série d'anneaux concentriques observés sur la figure d'interférence. En effet, en plaçant une lentille convergente à la sortie de l'interféromètre, tous les rayons faisant le même angle {\displaystyle \theta } par rapport à l'axe central de la lentille formeront un anneau.
Comme expliqué dans l'article interférence par une couche mince, le déphasage entre deux rayons successifs est donné par :
{\displaystyle \Delta \phi =\Delta \phi (\theta )=2knl\cos \theta }
où n est l'indice de réfraction de la couche, l son épaisseur, {\displaystyle \theta } l'angle de réfraction et {\displaystyle k=2\pi /\lambda } où {\displaystyle \lambda } est la longueur d'onde. La phase du m-ième rayon est alors :
{\displaystyle \phi _{m}=\phi _{m-1}+\Delta \phi =\phi _{0}+m\Delta \phi }
Or le rayon m a subi deux réflexions de plus que le précédent si bien que chaque réflexion atténuant l'intensité lumineuse d'un facteur {\displaystyle R}, l'amplitude (qui est proportionnelle à la racine carrée de l'intensité) est atténuée d'un facteur {\displaystyle {\sqrt {R}}} à chaque réflexion. En notant {\displaystyle s_{i}} l'amplitude complexe du rayon incident et {\displaystyle s_{0}} l'amplitude complexe du premier rayon qui sort de la couche mince, on en déduit l'amplitude complexe du m-ième rayon :
{\displaystyle s_{m}=s_{0}({\sqrt {R}})^{2m}e^{jm\Delta \phi }=s_{0}(Re^{j\Delta \phi })^{m}}
Or le premier rayon qui sort de la couche mince a subi deux réfractions par rapport au rayon incident, chaque réfraction multipliant l'intensité lumineuse par {\displaystyle 1-R}. L'amplitude est donc multipliée par {\displaystyle {\sqrt {1-R}}} à chaque réfraction ; ainsi, l'amplitude du premier rayon qui sort de la couche mince, étant réfracté deux fois par rapport au rayon incident, s'écrit :
{\displaystyle s_{0}=(1-R)s_{i}}.
Si on place alors une lentille convergente qui fait converger tous ces rayons vers un même point d'un écran placé au plan focal, l'amplitude de l'onde au niveau de cet écran s'écrit alors comme la somme des contributions de chaque rayon :
{\displaystyle s_{tot}=\sum _{m=0}^{+\infty }s_{m}=s_{0}\sum _{m=0}^{+\infty }(Re^{j\Delta \phi })^{m}=s_{0}\lim _{m\to +\infty }{\frac {{1-({Re^{j\Delta \phi }})}^{m}}{1-Re^{j\Delta \phi }}}=s_{0}{\frac {1}{1-Re^{j\Delta \phi }}}}
En notant {\displaystyle I_{i}} l'intensité lumineuse du rayon incident, l'intensité lumineuse de tous ces rayons qui converge vers un même point de l'écran est alors :
{\displaystyle I_{tot}=|s_{tot}|^{2}=s_{tot}{\overline {s_{tot}}}={\frac {s_{0}^{2}}{(1-Re^{j\Delta \phi })(1-Re^{-j\Delta \phi })}}={|s_{i}|^{2}}{\frac {(1-R)^{2}}{1+R^{2}-2R\cos \Delta \phi }}=I_{i}{\frac {(1-R)^{2}}{1+R^{2}-2R\cos \Delta \phi }}}
La transmittance est alors : 
{\displaystyle T(\theta )={\frac {I_{tot}}{I_{i}}}={\frac {(1-R)^{2}}{1+R^{2}-2R\cos \Delta \phi }}={\frac {(1-R)^{2}}{1+R^{2}-2R(1-2\sin ^{2}{\frac {\Delta \phi }{2}})}}={\frac {(1-R)^{2}}{(1-R)^{2}+4R\sin ^{2}{\frac {\Delta \phi }{2}}}}={\frac {1}{1+{\frac {4R}{(1-R)^{2}}}\sin ^{2}{\frac {\Delta \phi (\theta )}{2}}}}}

## Transmission en fonction de la longueur d'onde

Courbes de la transmittance de l'interféromètre de Fabry-Perot en fonction de la longueur d'onde.

La figure d'interférence obtenue présente toujours des anneaux concentriques, mais leur taille varie en fonction de la distance entre les deux surfaces réfléchissantes, et de la longueur d'onde de la lumière utilisée. En effet, lorsqu'on étudie la formule précédente on s'aperçoit que seules quelques longueurs d'onde sont transmises : la transmittance en fonction de {\displaystyle \lambda } présente des pics séparés de {\displaystyle \delta \lambda } et d'une largeur {\displaystyle \Delta \lambda }.
La courbe correspondant à la transmittance en fonction de l'angle {\displaystyle \theta } dépend de la longueur d'onde {\displaystyle \lambda } si bien qu'à chaque longueur d'onde correspond son propre système d'anneaux. En présence de plusieurs longueurs d'onde, on peut comparer ces différents systèmes d'anneaux afin de mesurer les longueurs d'onde. Cet interféromètre est donc utilisé en spectrométrie.

## Finesse de l'interféromètre

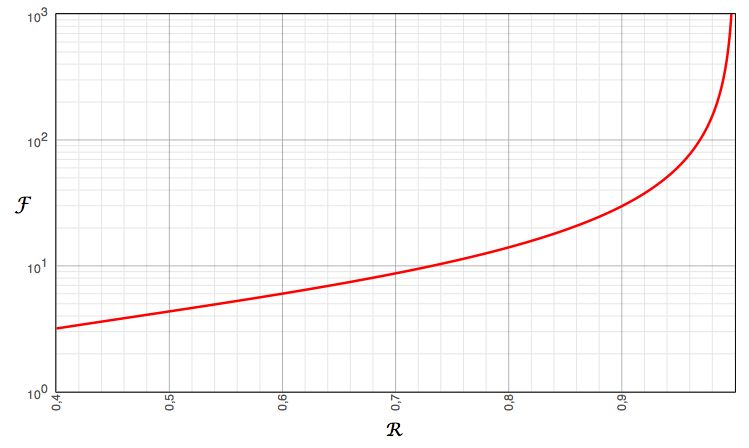
Courbe représentant la finesse d'un interféromètre de Fabry-Perot en fonction du coefficient de réflexion des miroirs formant la cavité.

Pour pouvoir mieux séparer les différents anneaux, il est intéressant qu'ils soient les plus fins possibles. Cela est équivalent à affiner les pics de la courbe précédente, c'est-à-dire à réduire {\displaystyle \Delta \lambda } par rapport à {\displaystyle \delta \lambda }. Ainsi, un interféromètre de bonne qualité présentera un {\displaystyle \Delta \lambda } beaucoup plus faible que {\displaystyle \delta \lambda }.
Pour simplifier, on utilise la grandeur suivante, appelée finesse :
{\displaystyle {\mathcal {F}}={\frac {\delta \lambda }{\Delta \lambda }}}[réf. souhaitée]
Et donc, plus la finesse est importante, plus les anneaux sont fins. Afin d'augmenter cette finesse, il est possible de rendre les surfaces formant la cavité très réfléchissantes. En effet, on peut montrer, comme l'illustre la courbe ci-contre, que la finesse augmente avec le coefficient de réflexion des surfaces.
Dans le cas particulier d'une cavité où les deux miroirs ont une réflectivité égales, la finesse est alors : 
{\displaystyle {\mathcal {F}}\approx {\frac {\pi {\sqrt {F}}}{2}}={\frac {\pi R^{\frac {1}{2}}}{1-R}}}.
Maintenant, si les réflectivités sont différentes : 
{\displaystyle {\mathcal {F}}\approx {\frac {\pi (R_{1}R_{2})^{\frac {1}{4}}}{1-(R_{1}R_{2})^{\frac {1}{2}}}}}.
Ainsi les interféromètres de Fabry-Perot  dans le commerce peuvent avoir des finesses valant quelques dizaines voire quelques centaines. En recherche on peut même aller jusqu'à quelques centaines de milliers.
Cette finesse élevée est un atout important de ce type d'interféromètres par rapport à l'interféromètre de Michelson, qui a une finesse de 2.
La finesse peut-être reliée au temps de vie {\displaystyle \tau } des photons dans la cavité et à l'intervalle spectral libre en fréquence ISL :
{\displaystyle {\mathcal {F}}=2\pi \tau {\mathit {ISL}}\,}
Ainsi, le nombre d'oscillations N effectuées par la lumière dans la cavité est d'autant plus grand que la finesse est élevée :
{\displaystyle {\mathcal {F}}=2\pi N\,}

## Applications
Les utilisations possibles sont :

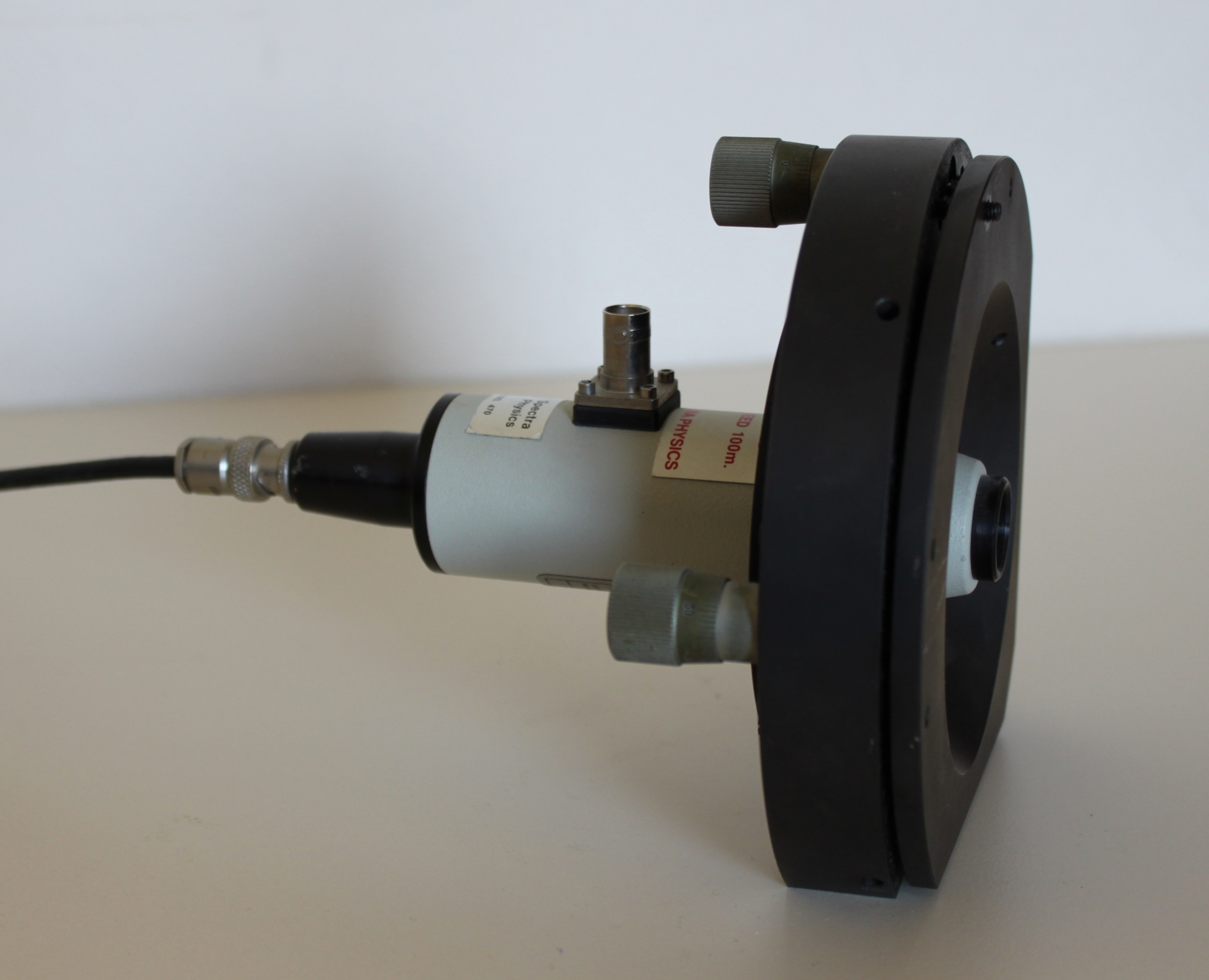
Un dispositif Fabry-Perot commercial.

- dans le domaine de la spectroscopie (séparation de longueurs d'onde très voisines) ;
- la réalisation de filtres interférentiels très sélectifs (ne laissant passer qu'une plage de longueurs d'onde de l'ordre de 10 nm) ;
- la réalisation de cavités laser, les miroirs ne sont plus plans mais concaves afin de limiter au maximum les pertes ;
- le contrôle de la longueur d'onde des signaux pour certaines télécommunications.